# Igor Thiago
Igor Thiago Nascimento Rodrigues dit Igor Thiago, né le 26 juin 2001 à Tucuruí au Brésil, est un footballeur brésilien qui évolue au poste d'avant-centre au Brentford FC.

## Biographie

### Cruzeiro EC
Né à Tucuruí au Brésil, Igor Thiago commence sa carrière professionnelle avec le Cruzeiro EC. Il joue son premier match en professionnel le 23 janvier 2020, lors d'une rencontre de Campeonato Mineiro contre le Boa Esporte Clube. Il est titularisé et se fait remarquer en marquant on premier but en ouvrant le score, participant ainsi à la victoire de son équipe par deux buts à zéro. Le club évolue en deuxième division brésilienne lorsqu'il joue son premier match de championnat, le 9 août 2020, face au Botafogo FC. Il entre en jeu et son équipe s'impose par deux buts à un.

### Ludogorets Razgrad
Le 2 mars 2022, Igor Thiago rejoint la Bulgarie afin de s'engager en faveur du Ludogorets Razgrad.
Thiago joue son premier match en équipe première lors d'une rencontrepremière division bulgare le 30 avril 2022 contre le PFK CSKA Sofia. Il entre en jeu et participe à la victoire de son équipe en marquant également son premier but (5-0 score final),. Il remporte son premier trophée en étant sacré champion de Bulgarie à l'issue de la saison 2021-2022, le Ludogorets Razgrad remportant son onzième titre d'affilée.
Lors de la saison 2022-2023, Igor Thiago aide son équipe à remporter son douzième titre de champion de Bulgarie consécutif.

### Club Bruges
En juillet 2023, Igor Thiago rejoint la Belgique pour s'engager en faveur du Club Bruges. Le transfert est annoncé le 12 juin 2023 et il signe un contrat de quatre ans, soit jusqu'en juin 2027,.

### Brentford FC
En juin 2024, Le club anglais de Brentford officialise son arrivée. Il quittera la Belgique en fin de saison pour rejoindre Brentford.

## Palmarès
- Ludogorets Razgrad :
  - Champion de Première Ligue professionnel en  2022 et 2023.
  - Vainqueur de la Coupe de Bulgarie en 2023.
- Club Bruges KV :
  - Champion de Jupiler Pro League en 2024.